# Касахский водопад
Касахский водопад (арм. Քասախի ջրվեժ) — ныне не существующий водопад в Арагацотнской области Армении, возле села Оганаван, напротив села Карби и монастыря Ованаванк. Вода сбрасывалась из Арзни-Шамирамского канала на левый склон ущелья реки Касах. Водопад высотой 70 метров был самым высоким в Армении. После постройки мини-ГЭС водопад существует только весной, при сбросе излишней воды.